# Spaans Toreken

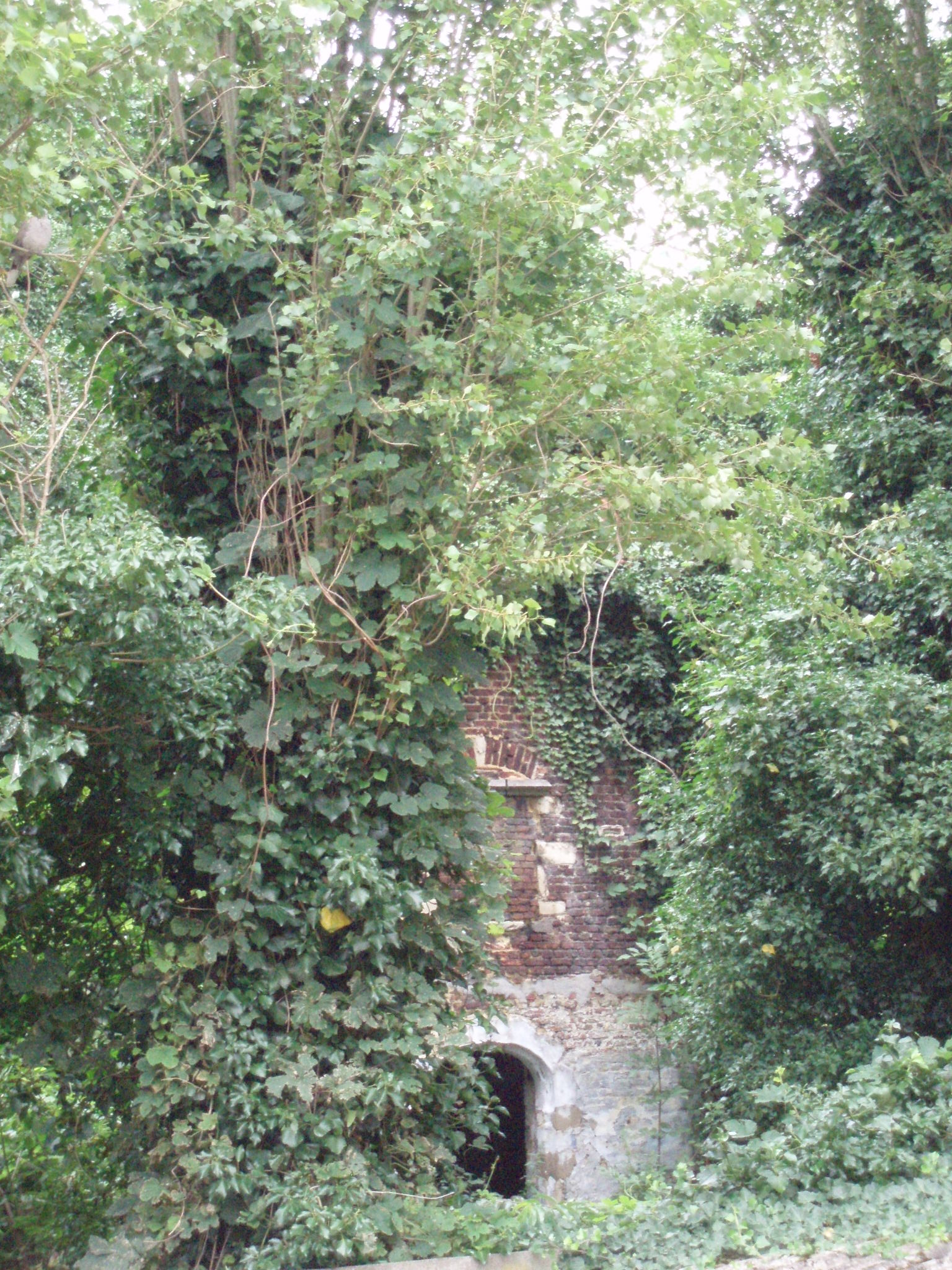
Spaans Toreken

Het Spaans Toreken is een bakstenen, zestiende-eeuwse toren in Niel, gebouwd door de Spanjaarden tijdens de Tachtigjarige Oorlog. De toren is een overblijfsel van het voormalige Nielderhoff en is het oudste gebouw van Niel.
Het Spaans Toreken is versierd met witte zandsteen en voorzien van schietgaten. Oorspronkelijk was het gelegen op een kleine verhoging en had het een extra torentje. Daarnaast was het extra omwaterd. Het werd door de Spanjaarden gebouwd op de plaats waar de donjon had gestaan van het Nielderhoff. Het Toreken domineerde de hoogte van de Nielse Heide. Zowel de Spaanse soldaten als de Nieler bevolking gebruikten de toren om te schuilen. De fundamenten van het Spaans huis, het hoofdgebouw, bevinden zich onder Heideplaats 49 en 50.
In 2002 deden de VLD en sp.a de nodige inspanningen om het Spaans Toreken als monument te laten erkennen.
Het bouwwerk is helemaal ingesloten en dus niet zichtbaar vanop de openbare weg.
In 2018 besliste de gemeente het "Spaans Toreken" aan te kopen.